# Stillington and Whitton
Stillington and Whitton – civil parish w Anglii, w hrabstwie Durham, w dystrykcie Stockton-on-Tees. W 2011 civil parish liczyła 1210 mieszkańców.